# Erma EMP 44
La Erma EMP 44 fue un subfusil muy simple desarrollado en 1943 por la empresa alemana ERMA-Werken, para producir fácil y rápidamente un arma en grandes cantidades.

## Historia
El amplio uso de subfusiles por parte de la Wehrmacht alemana en la Segunda Guerra Mundial derivó en una fuerte continuación de la producción, así como de un abaratamiento y simplificación progresiva de los modelos existentes. Los esfuerzos para conseguirlo dieron sus frutos en 1943, mediante el desarrollo de la EMP 44. Este proceso hacia la simplificación se acrecentaría a medida que se acercaba el final de la guerra, surgiendo diseños aún más desesperados, como el MP 3008.
A principios de 1943 la empresa Erma comenzó a desarrollar una nueva generación de subfusiles, prestando especial atención al uso de materiales accesibles en las grandes cantidades necesarias y en la producción de máquinas disponibles y la adaptación de máquinas no especializadas. Además contribuyeron la duradera experiencia de la producción y servicio militar de las MP 38 y MP 40. El resultado fue la EMP 44, que sería producida en masa, al ser más barata y fácil de fabricar que otros subfusiles alemanes ya existentes.

## Diseño
La cubierta y la culata eran básicamente tubos de acero soldados, y las empuñaduras estaban fabricadas con de aleaciones ligeras. La bocacha apagallamas se diseñó a partir de su análogo ruso PPS-43, la culata y el muelle eran los de la MP 40. El arma se diseñó para disparar en fuego continuo y tenía como la МР 40/I un cartucho doble con dos cargadores de 32 balas cada uno.
A pesar de que la EMP 44 aprobó todas las pruebas Ordonanztests y se presentaba como un símbolo de un arma extremadamente económica y fácil de producir, fue rechazada por la Wehrmacht debido a su barata y estrafalaria apariencia. A finales de 1944, debido a que la situación militar alemana empeoraba visiblemente, se propuso la EMP 44 como arma del Volkssturm. No obstante, debido a que para producir esta nueva arma, se debería haber reducido la producción de la MP40, se decidió no fabricarla.

## Para saber más
- Alejandro de Quesada: MP 38 and MP 40 Submachine Guns, Bloomsbury Publishing, 2014, ISBN 978-1-78096-390-7. (82 Seiten online-PDF)